# أحمد المحيفيظ
أحمد المحيفيظ (مواليد 30 سبتمبر 1987) هو لاعب كرة قدم سعودي.

## مسيرة اللاعب
مثل أندية النجوم والنهضة والعدالة والجيل والعروبة وهجر ونادي النعيرية ونادي الساحل.